# Гаврилов, Борис Петрович
Борис Петрович Гаврилов (23 марта 1944, Москва — 7 января 2006, там же) — советский регбист и регбийный тренер, известный как игрок и главный тренер московского клуба «Фили». Мастер спорта СССР (1969), заслуженный тренер России (1994).

## Биография
Выступал на позиции форварда и полузащитника. Начал заниматься в 1961 году регби в составе клуба «Дружба», первый тренер — Алексей Талызин. На протяжении своей карьеры выступал в 1966 году за «Крылья Советов», а с 1967 по 1976 годы — за московскую команду «Фили».
Чемпион СССР 1970, 1972, 1973, 1974, 1975 годов; серебряный призёр чемпионата СССР 1969 года. Входил в списки лучших регбистов СССР в 1968, 1969, 1970, 1972 и 1973 годах.
С 1969 по 1973 годы был играющим тренером клуба «Фили». Со сборной Москвы занял 2-е место на турнире «Социалистическая индустрия» в 1974 году, а в том же году с «Филями» завоевал серебряные медали турнира «Варнская осень». В 1982 году один из учредитей в Одинцово регбийного клуба при спортивном обществе «Урожай», в 1986 выиграл с ней Кубок РСФСР. В 1994 году получил звание заслуженного тренера России.
Похоронен на Митинском кладбище. В память Бориса Петровича Гаврилова ежегодно проводится мемориальный турнир «Регби на снегу», в котором участвуют в отдельных категориях детские команды и команды ветеранов.